# San Pedro Nanchital
San Pedro Nanchital är en ort i Mexiko.   Den ligger i kommunen Chapultenango och delstaten Chiapas, i den sydöstra delen av landet, 700 km öster om huvudstaden Mexico City. San Pedro Nanchital ligger 565 meter över havet och antalet invånare är 159.
Terrängen runt San Pedro Nanchital är kuperad åt nordväst, men åt sydost är den bergig. Terrängen runt San Pedro Nanchital sluttar norrut. Runt San Pedro Nanchital är det ganska tätbefolkat, med 54 invånare per kvadratkilometer. Närmaste större samhälle är Pichucalco, 17,0 km norr om San Pedro Nanchital. I omgivningarna runt San Pedro Nanchital växer i huvudsak städsegrön lövskog.